# Подвійна імунодифузія за Оухтерлоні

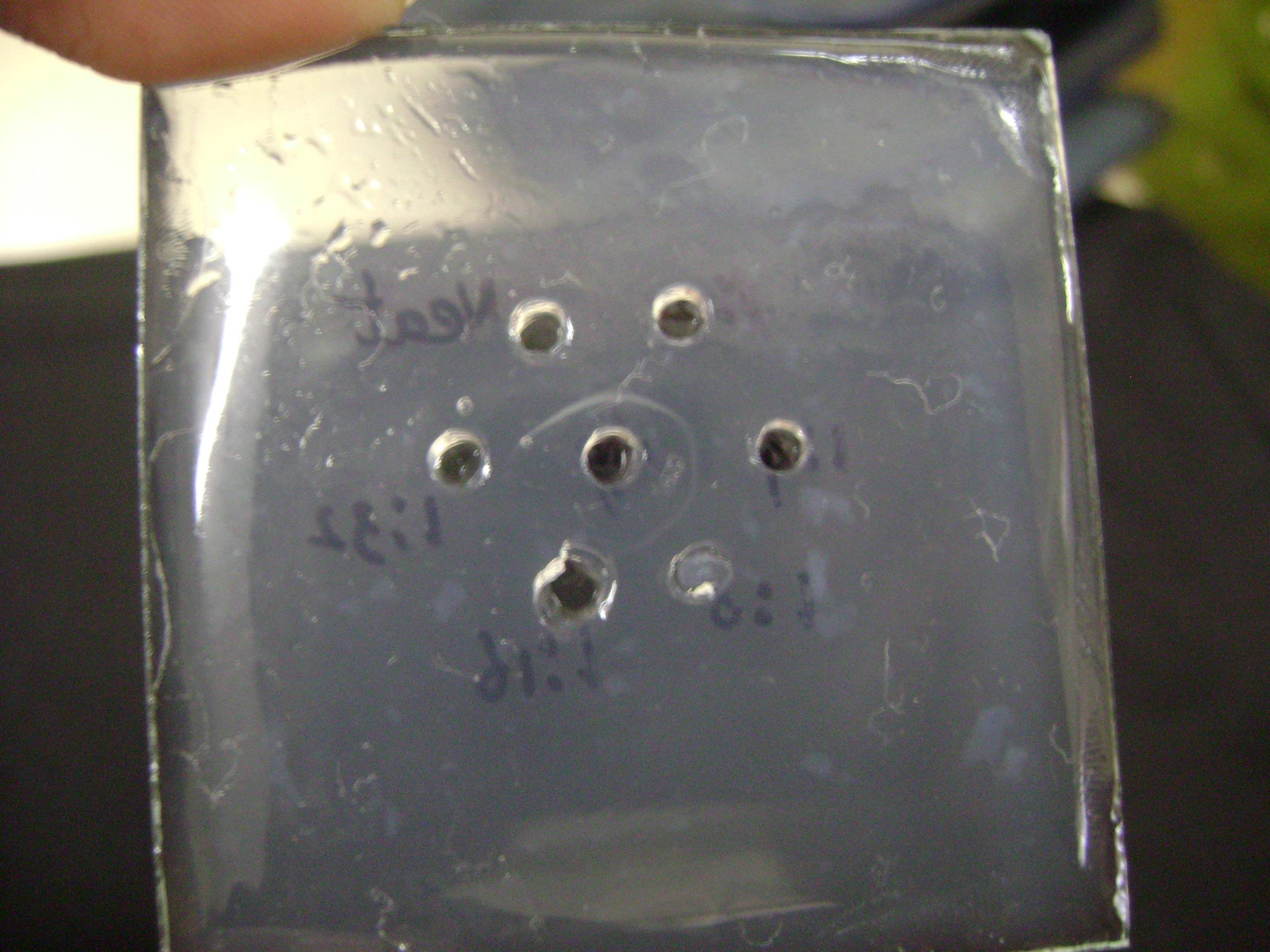
Зображення подвійної імунодифузії за Оухтерлоні після того, як імунодифузія відбулася. Тут визначається титр антигену. Центральна лунка містить антитіло, а навколишні лунки містять зменшувану концентрацію відповідного антигену.

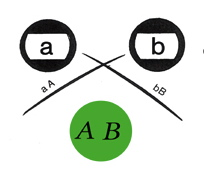
Патерни Оухтерлоні, що показують відсутність ідентичності між верхніми плямами.

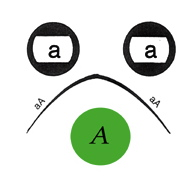
Патерни Оухтерлоні, що показують повну ідентичність між верхніми плямами.

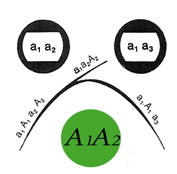
Патерни Оухтерлоні, що показують часткову ідентичність між верхніми плямами.

Подвійна імунодифузія за Оухтерлоні (також відома як пасивна подвійна імунодифузія) — це імунологічна техніка, яка використовується для виявлення, ідентифікації та кількісного оцінювання антитіл та антигенів, як-от імуноглобулінів та екстрагувальних ядерних антигенів. Техніка названа на честь Ер'яна Оухтерлоні, шведського лікаря, який розробив тест у 1948 році, щоб оцінити вироблення дифтерійних токсинів ізольованими бактеріями.

## Процедура
У пластині з агарного або агарозного гелю вирізають низку утворів (лунок). Екстракт досліджуваного зразка (наприклад, клітини людини, зібрані з тканини мигдалин) поміщають в одну лунку, сироватку або очищені антитіла поміщають в іншу лунку й залишають пластину на 48 годин для протікання реакції. Там, де зустрічаються два фронти дифузії, якщо будь-яке з антитіл розпізнає будь-який з антигенів, вони зв'язуються з антигенами й формують імунний комплекс. Імунний комплекс преципітується в гелі, утворюючи тонку білу лінію (лінію преципітації), яка є візуальною ознакою розпізнавання антигену.
Пасивну подвійну імунодифузію можна проводити паралельно у декількох лунках, заповнених різними сумішами антигенів і декількох лунках з різними антитілами або сумішами антитіл, і реактивність антиген-антитіло можна побачити, спостерігаючи, між якими лунками спостерігається преципітат. Коли використовується більше однієї лунки, існує багато можливих результатів, які залежать від реакційної здатності обраних антигену й антитіла. Зона еквівалентності ліній може давати повну тотожність (тобто безперервну лінію), часткову тотожність (тобто безперервну лінію з відростком на одному кінці) або нетотожність (тобто дві лінії повністю перетинаються).
Чутливість техніки можна підвищити застосуванням барвника, наприклад, Coomassie brilliant blue, це робиться багаторазовим фарбуванням і відмиванням гелю до тих пір, поки лінії преципітину не стануть максимально видимими.